# Caracas (Cilimus)
Caracas is een bestuurslaag in het regentschap Kuningan van de provincie West-Java, Indonesië. Caracas telt 4272 inwoners (volkstelling 2010).